# Chalé
Chalé är en kommun i Brasilien.   Den ligger i delstaten Minas Gerais, i den sydöstra delen av landet, 800 km sydost om huvudstaden Brasília. Antalet invånare är 5 647.
Omgivningarna runt Chalé är huvudsakligen savann. Runt Chalé är det ganska glesbefolkat, med 29 invånare per kvadratkilometer.